# Return J. Meigs
Return Jonathan Meigs, Jr., född 17 november 1764 i Middletown, Connecticut, död 29 mars 1825 i Marietta, Ohio, var en amerikansk jurist och politiker (demokrat-republikan). Han representerade delstaten Ohio i USA:s senat 1808–1810 och han var den fjärde guvernören i Ohio 1810–1814. Han tjänstgjorde sedan som chef för postverket 1814-1823. Meigs var av engelsk härkomst.
Fadern Return Jonathan Meigs tjänstgjorde i amerikanska revolutionskriget som överste i den kontinentala armén. Anfadern Vincent Meigs hade utvandrat från Weymouth till Weymouth, Massachusetts omkring 1634.
Meigs utexaminerades 1785 från Yale College. Han studerade därefter juridik och inledde 1788 sin karriär som advokat i Nordvästterritoriet. Han var chefsdomare i Ohios högsta domstol 1803-1804. Han var sedan domare i Louisianaterritoriets högsta domstol 1805-1806. Efter en tid som domare i en federal domstol för Michiganterritoriet återvände han 1808 till Ohio för att kandidera till guvernör. Han vann guvernörsvalet men diskvalificerades, eftersom han hade varit fast bosatt utanför Ohio.
Senator John Smith avgick 1808 och Meigs blev utnämnd till senaten. Han valdes 1809 till en hel mandatperiod i senaten men avgick redan följande år efter att ha blivit vald till guvernör. Efter två mandatperioder som guvernör blev Meigs utnämnd till chef för postverket. Han tjänstgjorde i befattningen Postmaster General under presidenterna James Madison och James Monroe. Han avgick 1823 på grund av dålig hälsa och efterträddes av John McLean.
Meigs var frimurare. Hans grav finns på Mound Cemetery i Marietta. Meigs dotter Mary Sophia gifte sig 1810 med kongressledamoten John G. Jackson. Meigs County, Ohio har fått sitt namn efter Return J. Meigs, Jr. Meigs County, Tennessee har däremot fått sitt namn efter hans far.